# Adetomyrma bressleri
Adetomyrma bressleri este o specie de furnică aparținând genului Adetomyrma. Ele sunt endemice pentru Madagascar.
Specia a fost descrisă recent de Yoshimurea & Fisher în 2012. Furnicile din această specie sunt oarbe.